# Doliocystis criodrilii
Doliocystis criodrilii is een soort in de taxonomische indeling van de Myzozoa, een stam van microscopische parasitaire dieren. Het organisme komt uit het geslacht Doliocystis en behoort tot de familie Lecudinidae. Doliocystis criodrilii werd in 1931 ontdekt door Sciacchitano.